# جرونیمو کاچیابوئه
جرونیمو کاچیابوئه (انگلیسی: Jerónimo Cacciabue؛ زادهٔ ۲۴ ژانویهٔ ۱۹۹۸) بازیکن فوتبال اهل آرژانتین است.
از باشگاه‌هایی که در آن بازی کرده‌است می‌توان به باشگاه فوتبال نیولز اولد بویز اشاره کرد.